# Ambasada RP w Kuwejcie
Ambasada Rzeczypospolitej Polskiej w Kuwejcie (ang. Embassy of the Republic of Poland in Kuwait) – polska misja dyplomatyczna w stolicy Państwa Kuwejt.
Ambasador RP w Kuwejcie oprócz Państwa Kuwejt akredytowany jest również w Królestwie Bahrajnu.

## Historia
Polska nawiązała stosunki dyplomatyczne z Kuwejtem 13 maja 1963 w randzie ambasad. Placówkę utworzono w 1994. Wcześniej za stosunki z Kuwejtem odpowiadał ambasador rezydujący w Bagdadzie.